# تیوکلومارول
تیوکلومارول (انگلیسی: Tioclomarol) یک ضد انعقاد از نوع آنتاگونیست ۴ هیدروکسی کومارین ویتامین K است. این ماده یک داروی نسل دوم است که به عنوان یک جونده‌کش استفاده می شود که برای کنترل جوندگانی که به این دسته از داروها مقاوم هستند، موثر است.